# アンダーン
アンダーン（UNDONE）は、香港の腕時計メーカーである。2014年、スイス時計の技師マイケル・ヤンによって創設された。

## 概要
アンダーン (UNDONE)という名前は「未完成」を意味しており、顧客自身で製品を「完成」させるのが同社の特徴であり、ストラップデザイン、針の色、オリジナル文字盤の製作、ケースバックへのオリジナル刻印まで行うことができる。